# 브누아 바스티앵
브누아 바스티앵(Benoît Bastien, 1983년 4월 17일~)은 프랑스인 축구 심판이다.
그는 28세의 나이로 2011년 리그 1에 합류한 최연소 심판 중 한 명으로, 연맹에 합류한 지 4년 만에 최연소 연방 1 심판이 되었다. Benoît Bastien은 Lorraine 리그의 CTRA(지역 중재 기술 고문)이다. 보조 중재의 기술 이사가 된 Alain Sars 를 대체 한다.
~ 안에2014년 1월, Benoît Bastien 은 Laurent Duhamel 의  은퇴 이후 국제 심판 1 이 된다 .
~ 안에2015년 5월, 그는 SC Bastia 와 Paris Saint-Germain (0-4) 간의 Coupe de la Ligue 결승전을 주례로 임명되었다 .
2017년에는 SCO 앙제 와 파리 생제르맹 간의 제 100회 쿠프 드 프랑스 결승전 주례자로 임명되었다 .
그는2017년 6월폴란드에서 열리는 유로 U21 축구 토너먼트. 그가 또한 결승전 동안 진행하도록 지정된 대회이다.
그만큼2017년 9월 13일, 그는 레알 마드리드 와 아포엘 니코시아 간의 첫 번째 챔피언스 리그 조별 경기 를 심판했다 (3-0).
그만큼 2018년 1월 9 일 , 리그 컵 8강전 에서 Benoît Bastien은 Parc des Princes 에서 PSG 를 상대로 승리한 Guingamp 에게 3개의 페널티를 부여한 회의에서 눈에 띄었다. (1-2) 
마르코 베라티 가 릴 에서 후안 베르나 의 추방 이후 바스티앙 앞에서 시위하고 있다 (2019).
그만큼2018년 6월 1 일, Benoît Bastien이 UEFA 엘리트 명단에 합류했다. 따라서 그는 3년 연속 갱신 된 Clément Turpin 과 동행 한다. 2명의 프랑스 심판이 이 목록에 이름을 올린 것은 2011년 이후 처음이다. 
그는 침착함과 긴장감 넘치는 경기를 마스터하는 능력으로 유명하다. 그는 2018년 클레르몽페랑에서 정신 준비 대학 학위를 취득했다 
그는 2022년 UNFP 축구 트로피 5 에서 최고의 리그 1 심판으로 선정되었다 .